# Daniel Nebel (Rechtswissenschaftler)

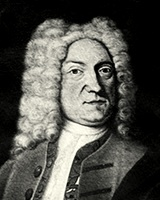
Daniel Nebel

Daniel Nebel (Universitätsname: Daniel Nebel de Bernburg Anhaltinus; * um 1558 in Bernburg; † 4. Februar 1626 in Heidelberg) war ein deutscher Rechtswissenschaftler und Rektor der Universität Heidelberg.

## Leben und Wirken
Daniel Nebel war der Sohn des Bürgermeisters und Stadtkämmerers von Bernburg, Johann Nebel, und wurde später zum Stammvater der Familie Nebel in Heidelberg, die eine beträchtliche Anzahl angesehener Professoren, Rektoren und kurfürstliche Räte hervorbrachte.
Nebel begann am 17. April 1592 sein Studium der Rechtswissenschaften an der Universität Heidelberg, wo er seinen Abschluss als Doktor beider Rechte ablegte. Ab 1598 wurde er in Heidelberg als ordentlicher Professor für Rechtswissenschaften übernommen und in den Jahren 1603 und 1615 zum Rektor der Universität gewählt.
Daniel Nebel war verheiratet mit Maria Elisabeth, geb. zum Lamm (1574–1626), Tochter des Marcus zum Lamm. Elisabeth und Daniel Nebel hatten unter anderem den Sohn Ludwig Daniel, der später kurfürstlicher Rat in Heidelberg wurde. Dieser war der Großvater des Mediziners Daniel Nebel, der ebenso wie später dessen Sohn Wilhelm Bernhard Nebel und Enkel Daniel Wilhelm Nebel eine Laufbahn an der Heidelberger Universität antrat und die allesamt mehrfach zum Rektor gewählt wurden. 